# استان تاووش
تاووش (به ارمنی: Տավուշի) یکی از استان‌های کشور ارمنستان است که در شمال شرقی این کشور واقع شده است.

## نام گذاری
نام پیشین این شهر کاروانسرا بود که نامی است پارسی.
ایجِوان هم واژه‌ای ارمنی به همان معنی کاروانسرا و ترجمه آن است.

## تاریخچه
در روزگاران پیشین بخشی از ایالت اوتیک، ارمنستان بزرگ بود.
منطقه معروف دیلیجان که در این استان قرار دارد در روزگاران گذشته شکارگاه پادشاهان بود و مناطقی از این استان بعدها بخشی از ایالت گوگارک بشمار آمدند.
استان تاووش سازه‌های باستانی نام‌آوری ندارد. در افسانه‌ها آمده که سازنده الفبای ارمنی یعنی مسروپ ماشتوتس یکی از نخستین آموزشگاه‌هایش را در این منطقه گشود در درون کلیسایی به نام «سرکیس ورجاوند» (مقدس) که بدست خود مسروپ ساخته شده بود. بعدها «برج گاگا» نیز در نزدیکی این کلیسا ساخته شد. در زمان جنگ‌های ایران و روم بر سر ارمنستان سامان تاووش بخشی از گرجستان بشمار آمد و بعدها در زمان دودمان باگراتونی این سامان دوباره بخشی از منطقه ارمنستان شد.
در پایان سده ۱۴ میلادی این سامان جایی دورافتاده و فراموش شده گشت. یورش‌های مغول و تاتار باعث شد تا به مرور قبیله‌های ترک‌زبان به چراگاه‌های این منطقه راه یابند و کوچ‌نشینی کنند. در سده ۱۶ که منطقه بخشی از ایران بود، شاهان ایران برای اطمینان از امنیت مرزها در برابر شورش ارمنیان و گرجیان مسیحی گروه‌هایی از قبائل قزاق و تاتارهای شمشادی را به ارمنستان آوردند و استان‌های گوناگون ارمنستان را به نام هرکدام از این قبائل نامیدند.
با این حال زندگی ارمنیان ادامه یافت و خانواده اشرافی خِرومیان از دره کیرانوتس در حدود ۱۵۰۰ میلادی در منطقه به چیرگی رسید و پیرامون سیصد سال سررشته کارهای منطقه را در دست داشت.
در سال‌های ۱۷۰۰ به بعد قفقاز مورد تازش ترکها و تیره‌های کوه‌های داغستان قرار گرفت و سامانی آشوب زده گشت. در اوت-سپتامبر ۱۷۹۵، آقا محمد خان قاجار یک لشکرکشی تنبیهی به تفلیس و قفقاز نمود و ارمنیان باشنده استان‌های شمال شرقی ارمنستان امروزی را نیز تبعید کرد. بسیاری کشته شدند و بسیاری به روسیه گریختند.
در همان سال‌ها فرمانرواهای آرتساخ (قره‌باغ) یعنی ملک جمشید و فریدون از تزار تازه روسیه پل یکم علیه حمله‌های آقامحمدخان و ابراهیم خان شاهچه شوشی درخواست یاری کردند. جنگ با خود تهیدستی، خشکسالی و طاعون آورد و بسیاری مردند.
در سال ۱۷۹۹ روس‌ها منطقه تاووش را از دست ایران درآوردند و روستاهای منطقه آرام آرام از سوی ارمنیان قره باغ مسکونی شد.
پس از پیمان‌های گلستان و ترکمنچای، قفقاز از ایران جدا گشت و بخشی از روسیه شد. روس‌ها منطقه تاووش را به نام کوچ‌نشین‌های ساکن آن، منطقه قزاق-شمشادین نامیدند و آن را بخشی از استان لوری وابسته به تفلیس قرار دادند.
پس از استقلال ارمنستان این منطقه تبدیل به استان تاووش به مرکز ایجوان گشت.

## عوارض جغرافیایی
- چاتین - ۲٬۲۴۴ متر -
- رود گتیک

## تقسیمات شهری
مرکز استان تاووش شهر ایجوان است.
استان تاووش شامل موارد زیر است 60 communities (hamaynkner), of which 5 are considered urban and 55 are considered rural.

### شهرک‌ها communities شهری
| تصویر | شهر (شهرک) | استان | بنیانگذاری              | مساحت (کیلومترمربع) | جمعیت (سرشماری ۲۰۱۱) |
| ----- | ---------- | ----- | ----------------------- | ------------------- | -------------------- |
|       | آیروم      | تاووش | ۱۹۳۷                    | ۱٫۶                 | ۲٬۱۲۶                |
|       | برد        | تاووش | سده ۱۰ام                | ۳٫۵                 | ۷٬۹۵۷                |
|       | دیلیجان    | تاووش | ۱۵۴۴                    | ۱۳                  | ۱۷٬۷۱۲               |
|       | ایجوان     | تاووش | دهه ۱۷۸۰                | ۴٫۶                 | ۲۱٬۰۸۱               |
|       | نویمبریان  | تاووش | سده ۱۳ام (نخستین اشاره) | ۳٫۶                 | ۵٬۳۱۰                |

### روستاها یا communities روستایی
| - آچاجور - آچارکوت - آغاوناوانک - آکناغبیور - آرتسوابرد - آیگدزور - آیگهوویت - آرچیس - آیگپار - آزاتاموت - باغانیس - باگراتاشن - بارکاماوان - برداوان - برکابر - چیناری - چینچین - چوراتان - دبتاوان | - دغدزاوان - دیتاوان - دووغ - گاندزاکار - گتاهوویت - Haghtanak - هووک - ایتساکار - جوجوان - خاچاردزان - خاشتاراک - کیرانتس - Koghb - Koti - لچکادزور - لوسادزور - لوساهوویت - Movses | - ناوور - نرکین کارمیرآغبیور - نرکین تساقکاوان - Norashen - پاراواکار - پتغاوان - ساریگیوغ - سوکار، تاووش - شاماخیان - تاووش - واراگاوان - وازاشن - ورین کارمیرآقبیور - ورین تساقکاوان - ووسکپار - ووسکوان - ینوکاوان - زوراکان |

#### روستاهای Non-community
- گغاتاپ، belongs to the خاچاردزان community.
- گش، belongs to the دیلیجان community.
- Haghartsin, belongs to the دیلیجان community.
- Kayan, belongs to the آیگهوویت community.
- Teghut, belongs to the دیلیجان community.

#### روستاهای سابق
- چرماکاوان، belongs to the خاچاردزان community.

## مراکز علمی
دانشگاه واردانانتس ایروان و همچنین دانشکده دولتی بهبود آب در در ایجوان شعبه دارند و شهر بِرد نیز دارای یک دانشکده علوم انسانی است.

## اقتصاد
فراورده‌های مهم این استان تنباکو و پرورش خوک است.

Tavush
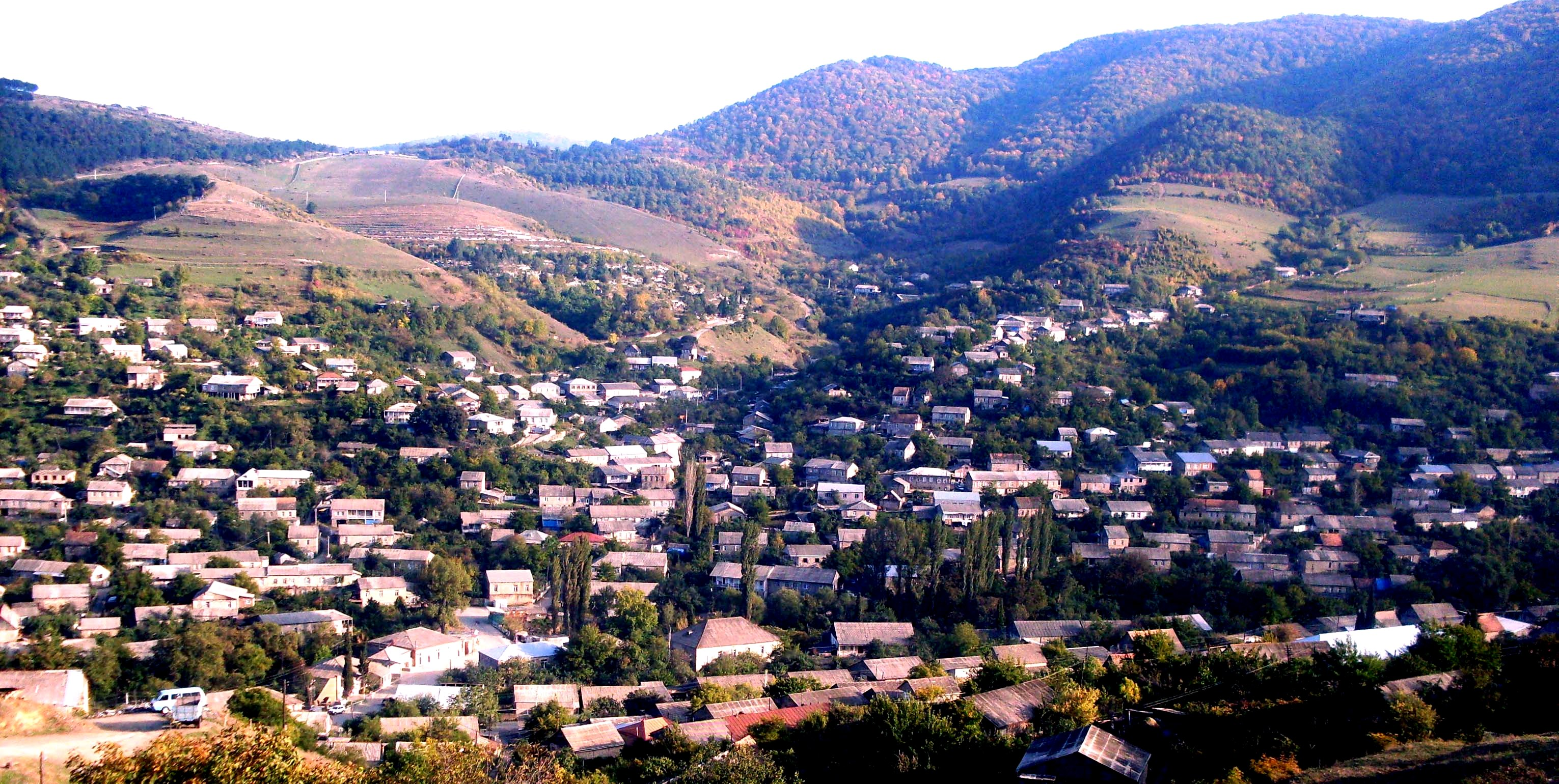
Koghb village
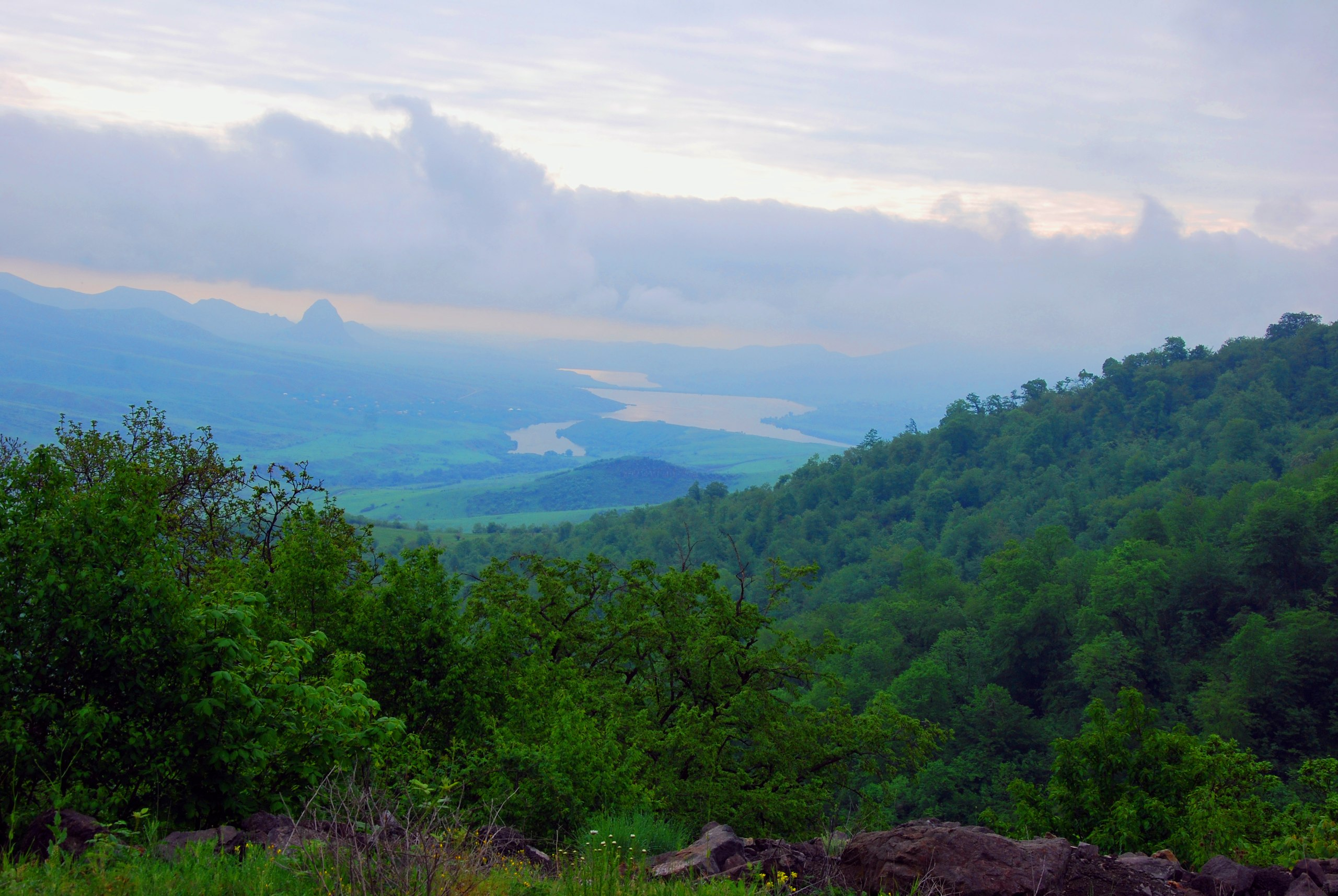
Noyemberyan countryside
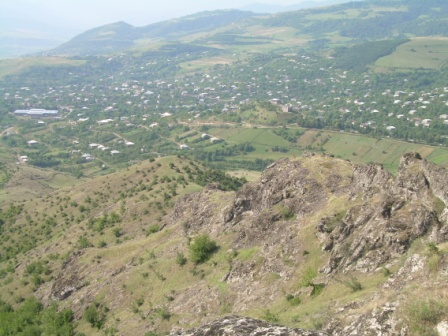
سوکار، تاووش village
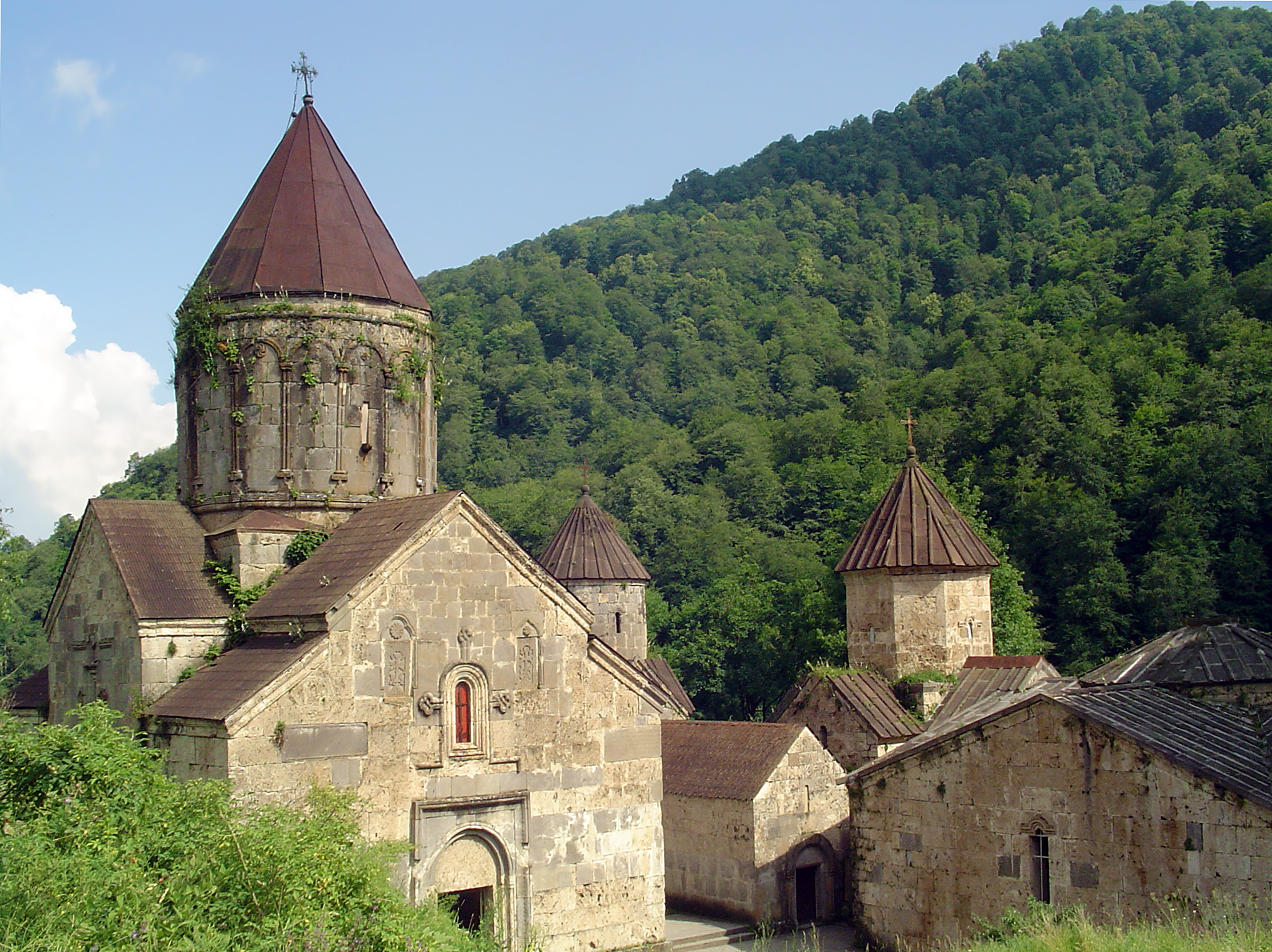
صومعه هاغارتسین
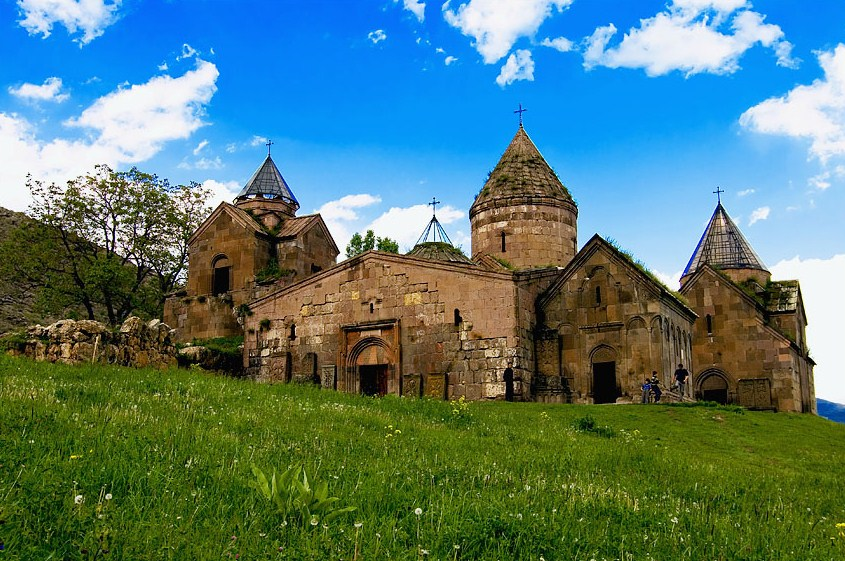
گوشاوانک Monastery
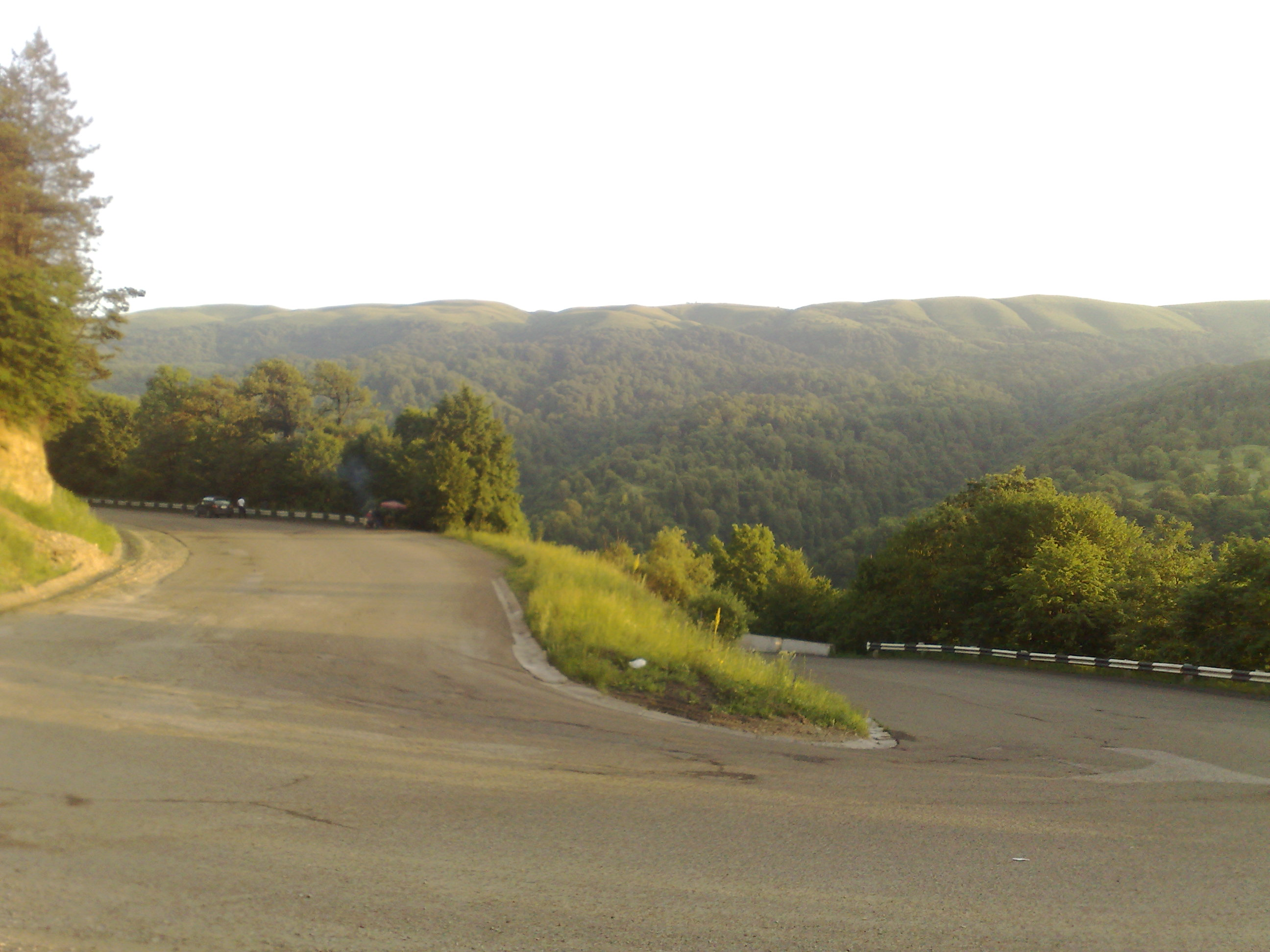
جاده ایجوان - دیلیجان
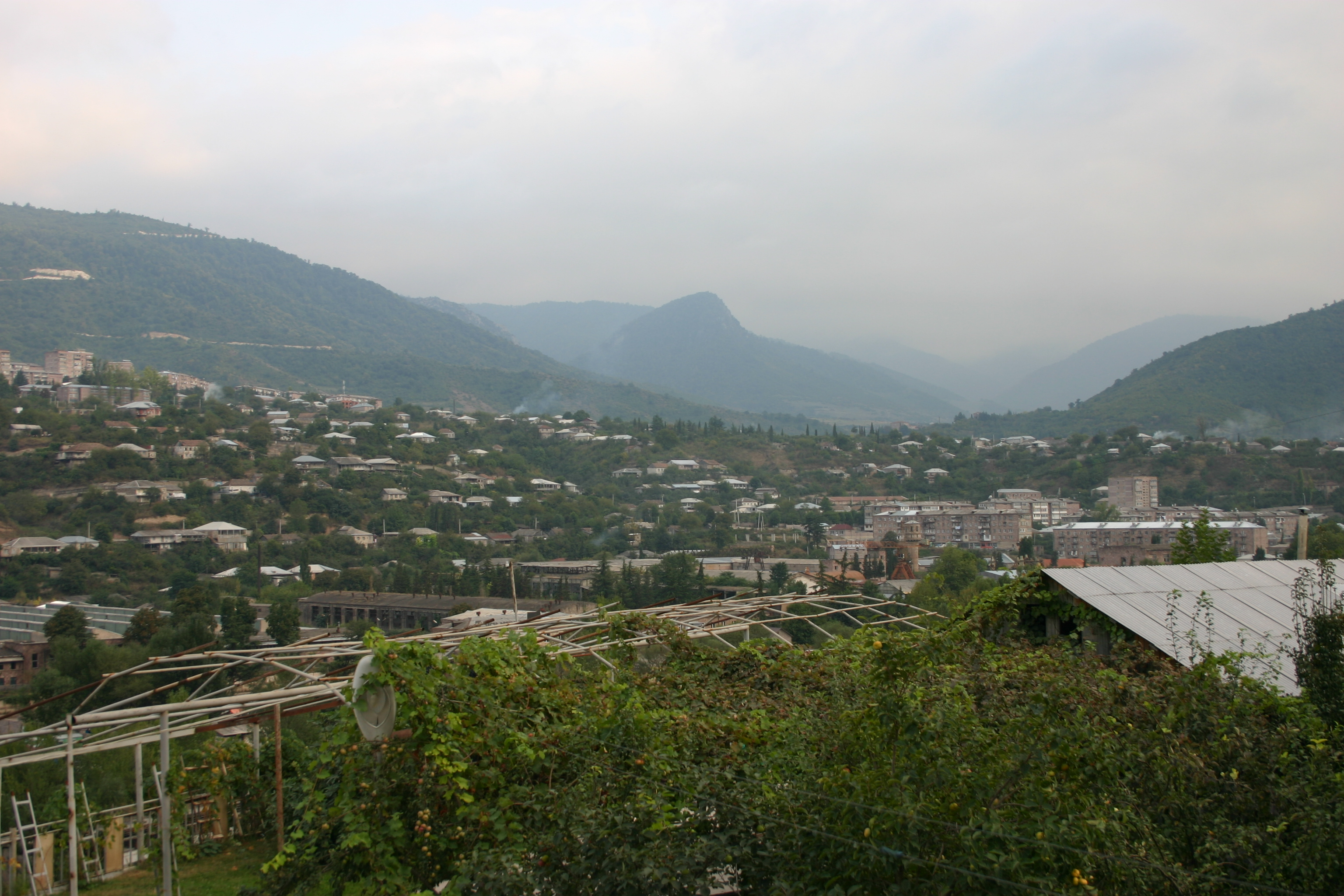
ایجوان

## اماکن گردشگری، مذهبی و تاریخی
سازه‌های تاریخی، گردشگری و مذهبی این استان عبارتنداز:
- ایجوان دندروپارک
- آغاوناوانک
- پارک ملی دیلیجان
- جوختاک وانک
- صومعه هاغارتسین
- گوشاوانک
- ماتوساوانک
- ماکاراوانک